# Karolina zu Windisch-Grätz
Karolina zu Windisch-Grätz, właśc. Karolina Paulina Eleonora Aurelia Maria zu Windisch-Grätz (ur. 16 stycznia 1871 w Bratysławie, zm. 14 października 1937 w Krowiarkach) – księżniczka, Dama Orderu Gwiaździstego Krzyża.

## Życiorys
Urodziła się 16 stycznia 1871 w Bratysławie jako córka księcia Ludwika Józefa zu Windisch-Grätz i hrabianki Walerii Dessewffy de Csernek et Tárkö. 23 października 1894 we Lwowie poślubiła hrabiego Edgara Henckel von Donnersmarck. 2 kwietnia 1908 po śmierci męża stała się panią fideikomisu Krowiarki. Zmarła 14 października 1937 w Krowiarkach, gdzie została pochowana wraz z mężem na cmentarzu przykościelnym.

## Życie prywatne
Z małżeństwa Edgara i Karoliny pochodziło sześcioro dzieci. Jej dziećmi byli:
- Karol Maria Hugo Amand Alfred Emil Łazarz (ur. 23 sierpnia 1895 w Kietrzu, zm. 26 stycznia 1940 w Hamm) – poślubił 28 października 1919 hrabiankę Marię Alicję Henckel von Donnersmarck
- Ludwik Maria Hugo Łazarz (ur. 27 września 1896 w Saros-Patak, zm. 16 sierpnia 1918 w Laon) – kawaler
- Franciszka Ksawera Maria Sara Ludwika Wanda Paulina Eleonora Antonina (ur. 30 września 1898 w Kietrzu, zm. 31 października 1985 w Hemau) – niezamężna
- Hans Maria Łazarz Amand Antoni (ur. 23 grudnia 1899 w Kietrzu, zm. 15 czerwca 1993 w São Paulo) – poślubił 21 stycznia 1939 Annę Zofię von Ceising
- Maria Waleria Wanda Laura Franciszka Paulina Eleonora Antonina (ur. 22 sierpnia 1905 w Kietrzu, zm. 1986 w São Paulo) – poślubiła 23 lipca 1925 w Krowiarkach hrabiego Aurela Dessewffy de Csernek et Tárkö
- Małgorzata (ur. 4 października 1908 w Kietrzu, zm. 3 stycznia 1929 w Brynku) – niezamężna

## Genealogia
| Pradziadkowie                                       | hrabia Józef Mikołaj zu Windisch-Grätz (1744–1802) ∞1781 księżna Leopoldyna d'Arenberg (1751–1812)                  | hrabia Józef Mikołaj zu Windisch-Grätz (1744–1802) ∞1781 księżna Leopoldyna d'Arenberg (1751–1812)                  | książę Józef II zu Schwarzenberg (1769–1833) ∞1794 księżniczka i księżna Paulina Karolina d'Arenberg (1774–1810)    | książę Józef II zu Schwarzenberg (1769–1833) ∞1794 księżniczka i księżna Paulina Karolina d'Arenberg (1774–1810)    | ?? ∞ ?? | ?? ∞ ?? | margrabia ?? ∞ ??                                                                                                   | margrabia ?? ∞ ??                                                                                                   |
| Dziadkowie                                          | hrabia Alfred Candidus zu Windisch-Grätz (1787–1862) ∞1817 księżniczka Maria Eleonora zu Schwarzenberg (1796–1848)  | hrabia Alfred Candidus zu Windisch-Grätz (1787–1862) ∞1817 księżniczka Maria Eleonora zu Schwarzenberg (1796–1848)  | hrabia Alfred Candidus zu Windisch-Grätz (1787–1862) ∞1817 księżniczka Maria Eleonora zu Schwarzenberg (1796–1848)  | hrabia Alfred Candidus zu Windisch-Grätz (1787–1862) ∞1817 księżniczka Maria Eleonora zu Schwarzenberg (1796–1848)  | ?? ∞ ?? | ?? ∞ ?? | ?? ∞ ?? | ?? ∞ ?? |
| Rodzice                                             | książę Ludwik Józef zu Windisch-Grätz (1830–1904) ∞1870 hrabianka Waleria Dessewffy de Csernek et Tárkö (1843–1912) | książę Ludwik Józef zu Windisch-Grätz (1830–1904) ∞1870 hrabianka Waleria Dessewffy de Csernek et Tárkö (1843–1912) | książę Ludwik Józef zu Windisch-Grätz (1830–1904) ∞1870 hrabianka Waleria Dessewffy de Csernek et Tárkö (1843–1912) | książę Ludwik Józef zu Windisch-Grätz (1830–1904) ∞1870 hrabianka Waleria Dessewffy de Csernek et Tárkö (1843–1912) | książę Ludwik Józef zu Windisch-Grätz (1830–1904) ∞1870 hrabianka Waleria Dessewffy de Csernek et Tárkö (1843–1912) | książę Ludwik Józef zu Windisch-Grätz (1830–1904) ∞1870 hrabianka Waleria Dessewffy de Csernek et Tárkö (1843–1912) | książę Ludwik Józef zu Windisch-Grätz (1830–1904) ∞1870 hrabianka Waleria Dessewffy de Csernek et Tárkö (1843–1912) | książę Ludwik Józef zu Windisch-Grätz (1830–1904) ∞1870 hrabianka Waleria Dessewffy de Csernek et Tárkö (1843–1912) |
| Karolina (1871-1937), księżniczka zu Windisch-Grätz | | | | | | | | |